# Cimetière de Kellonummi
Le cimetière de Kellonummi (finnois : Kellonummen hautausmaa)  est un cimetière de l'association paroissiale d'Espoo situé dans le quartier de Karhusuo à Espoo en Finlande.

## Présentation
Le cimetière est situé au nord de Vanha-Espoo à Karhusuo dans le village de Lommila.
Il a été inauguré en 1986. Sa superficie est de 19,6 hectares.
Le conseil de l'église d'Espoo a décidé d'acheter le terrain de 5,5 hectares situé le long de Lukkarinpuro dès 1956, mais le début du concours de conception a été reporté de plus de deux décennies.
Un concours d'idées a été lancé pour la création du cimetière de Kellonummi, qui a été approuvé par le Conseil de l'Église d'Espoo le 17 septembre 1978. 
Dans les délais, 22 propositions de concours ont été soumises, dont la proposition Metsä ja niitty de l'architecte paysagiste Auli Hietakangas-Koch a été choisie.
La construction du cimetière a commencé au début des années 1980, lorsque sa superficie a été étendue à 19,59 hectares grâce à l'achat de terrains supplémentaires.
Le cimetière a été achevé en 1986.
Une zone de sépulture non confessionnelle y a été ajoutée en 2007.
Le cimetière abrite une chapelle de bénédiction et un bâtiment de service conçus par les architectes Timo Suomalainen et Tuomo Suomalainen.  
Les tombes se trouvent au milieu d'une pinède naturelle.

## Accès
En journée, le cimetière est accessible directement par la ligne de bus 246K (Espoon keskus – Röylä) qui emprunte la Kunnarlantie.
Le matin et le soir, le bus 246 circule entre l'Espoon keskus et Röylä, dont l'arrêt le plus proche, Kellonummentie, est situé à environ un kilomètre du cimetière.
| Numéro              | Trajet                                                              |
| ------------------- | ------------------------------------------------------------------- |
| 246/246K/246KT/246T | Espoon keskus – Kunnarla – Röylä – Bodom – Kunnarla – Espoon keskus |

## Personnalités enterrés au cimetière de Kellonummi
- Antti Hyry
- Gösta Sundqvist